# Eugenia pendens
Syzygium pendens là một loài thực vật thuộc họ Myrtaceae. Loài này có ở Malaysia và Singapore.